# Euchlaenidia erconvalda
Euchlaenidia erconvalda là một loài bướm đêm thuộc phân họ Arctiinae, họ Erebidae.